# Marco Arriagada Quinchel
Marco Antonio Arriagada Quinchel (30 d'octubre del 1975) és un ciclista xilè que combina tant la ruta com la pista. Va guanyar diferents medalles tant als Jocs Panamericans, com als Campionats Panamericans de ciclisme en pista.
El 2011 va donar positiu per Estanozolol, després de guanyar la Volta a Xile Posteriorment l'UCI el va sancionar amb quatre anys i la pèrdua de resultats a partir del 27 de gener de 2011. Anys més tard va reconèixer que havia pres substàncies prohibides durant la seva carrera esportiva.

## Palmarès en pista
- 2001
  - 1r als Campionats Panamericans en Puntuació
  - 1r als Campionats Panamericans en Persecució per equips
- 2005
  - 1r als Campionats Panamericans en Persecució per equips
- 2006
  - Medalla d'or als Jocs Sud-americans en Puntuació
- 2007
  - Medalla d'or als Jocs Panamericans en Persecució per equips
  - 1r als Sis dies d'Aguascalientes (amb Antonio Cabrera)
- 2010
  - Medalla d'or als Jocs Sud-americans en Puntuació

### Resultats a laCopa del Món
- 2004
  - 1r a Moscou, en Puntuació

## Palmarès en ruta
- 2001
  -  Campió de Xile en contrarellotge
- 2002
  - Vencedor d'una etapa a la Volta a Xile
- 2003
  -  Campió de Xile en contrarellotge
  - 1r a la Volta a Xile i vencedor d'una etapa
  - 1r a la Volta Líder al sud
- 2004
  - 1r a la Volta a Xile i vencedor d'una etapa
  - Vencedor de 2 etapes a la Volta Líder al sud
- 2005
  - 1r a l'Ascensió a los Nevados de Chillán i vencedor d'una etapa
  - Vencedor d'una etapa a la Volta Líder al sud
  - Vencedor de 2 etapes a la Volta a Xile
- 2006
  -  Campió de Xile en contrarellotge
  - 1r a l'Ascensió a los Nevados de Chillán
  - Vencedor d'una etapa a la Volta a Xile
  - Vencedor d'una etapa a la Volta Líder al sud
- 2007
  - Vencedor d'una etapa a la Volta a Perú
- 2008
  - Vencedor d'una etapa a la Volta a San Juan
- 2010
  -  Campió de Xile en contrarellotge
  - 1r a la Volta del Paranà i vencedor de 2 etapes
- 2011
  - 1r al Tour de San Luis
  - 1r a la Volta a Xile i vencedor de 2 etapes
  - Vencedor d'una etapa a la Volta a la Independència Nacional